# NGC 1644
NGC 1644 est un amas ouvert situé dans la constellation de la Dorade. Cet amas est situé dans le Grand Nuage de Magellan. Il a été découvert par l'astronome écossais James Dunlop en 1826.

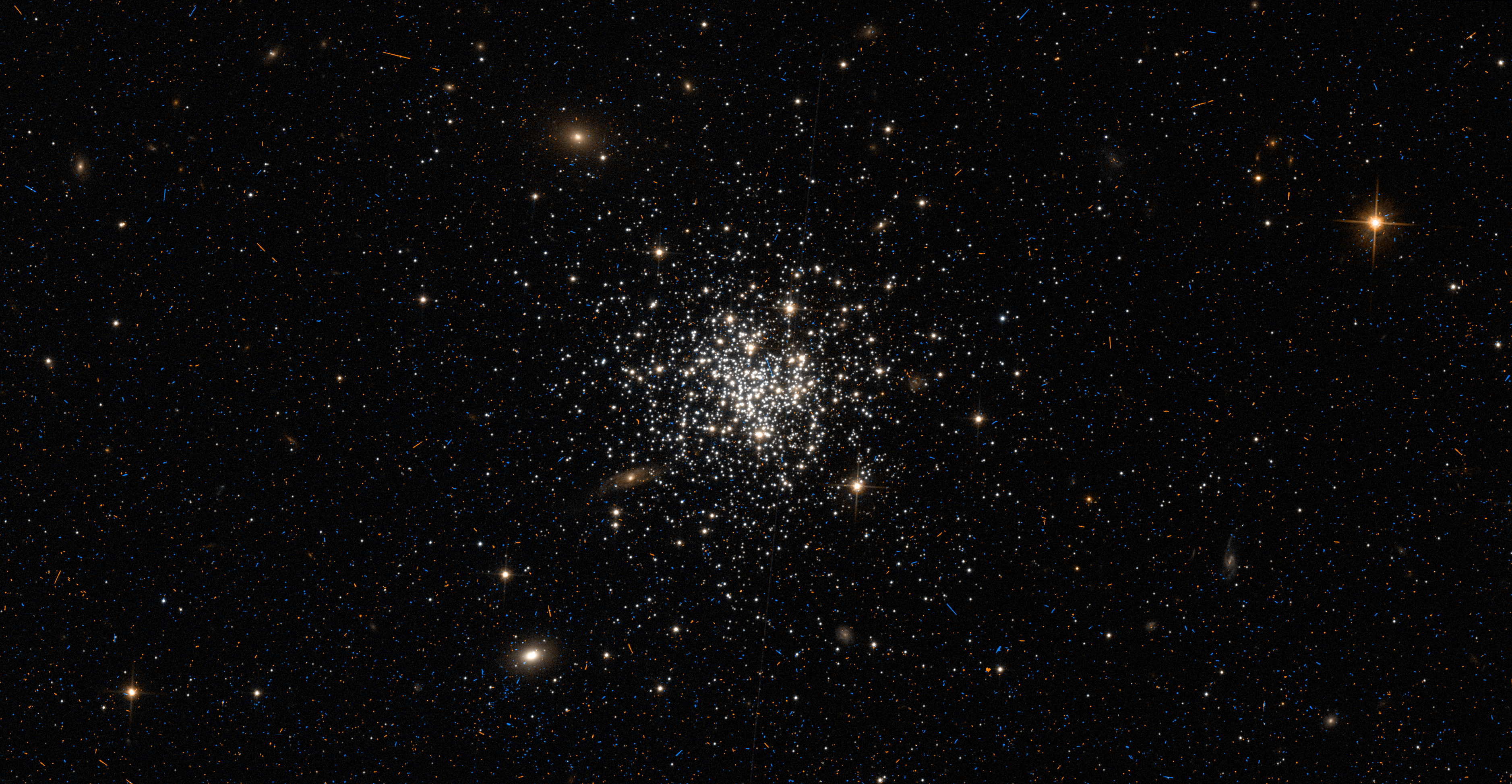
NGC 1644 par le télescope spatial Hubble.

NGC 1644 est situé à environ 48,5 kpc (∼158 000 al) de nous, soit la distance qui nous sépare du Grand Nuage de Magellan. Le diamètre apparent de l'amas est de 1,6 minute d'arc, ce qui, compte tenu de la distance, donne un diamètre réel d'environ 74 années-lumière. 